# Solwezi
Solwezi est la ville principale de la Province Nord-Occidentale en Zambie, riche en minerais. Solwezi est également la capitale administrative du district du même nom, l'un des onze districts de la province Nord-Occidentale.

## Situation géographique
Solwezi est situé sur la route Chingola-Solwezi-Mwinilunga (route T5 (en)), à environ 177 km au nord-ouest de Chingola et à environ 275 km au sud-est de Mwinilunga (en), dans l'extrême nord-ouest du pays. Les coordonnées géographiques de la ville sont : 12° 08' 36" S, 26° 23' 09" E. Solwezi se trouve à une altitude moyenne de 1 397 m au-dessus du niveau de la mer.
À environ 6 km au sud du quartier des affaires, se trouve le Kifubwa Rock Stream Shelter; également appelé Kifubwa Rock National Monument. Il est situé à côté de la rivière Kifubwa, avec des inscriptions datant de la période du Paléolithique, datées au carbone 14 d'environ 6300 av. J.-C. La zone de conservation mesure environ 2 590 km2 avec la grotte de Kifubwa en son centre.

## Population
En 1990, la population de Solwezi était de 23 435 habitants. En 2000, elle était de 38 121 personnes. Le recensement de la population et l'enquête sur les ménages de 2010 ont dénombré une population de 90 856 habitants

### Tribus
Les Kaonde sont la plus grande tribu représentée à Solwezi, devant les Lunda et les Luvale. Les Kaonde sont une tribu qui, comme les Lunda, descendent de l'empire Luba-Lunda, situé dans l'actuelle République démocratique du Congo. Ils ont été parmi les premières populations zambiennes à y exploiter le cuivre, comme le suggèrent les vestiges archéologiques de la mine de Kansanshi à Solwezi, qui remontent à l'âge du fer. La tribu Kaonde fait partie des principales tribus de Zambie, avec les Lozi, les Bemba, les Ngoni, les Tonga et les Luvale. La tribu Kaonde compte environ 300 000 personnes en Zambie et environ 30 000 dans le sud de la République démocratique du Congo.

## Économie
La principale ressource économique de la ville est le cuivre avec deux mines : celle de Kansanhi à 10 km au nord qui exploite le minerai de cuivre-or et celle de Lumwana à 65 km à l'ouest. Elles sont respectivement exploitées par First Quantum Minerals et Equinox Minerals. La mine de Kalumbila (en), à 140 km à l'ouest de Solwezi est exploitée par Barrick Gold. Les sites miniers existent depuis le XIXe siècle. Les gisements de Lumwana ont été découverts en 1961, mais aucun travail sérieux n'y a été effectué avant qu'Equinox Minerals ne s'y intéresse en 1999. Le cuivre est le principal minerai extrait, bien que le cobalt, l'or et l'uranium soient également exploités dans la région,.
Solwezi est considérée comme pauvre. la crise des métaux précieux sur les marchés mondiaux dans les années 1990 a laissé des traces profondes dans les infrastructures et la création d'emploi.

## Infrastructures
La ville s'étend le long d'une route principale de 1 500 mètres, avec des ramifications.
C'est une ville vivante avec des services, des banques et des magasins de fournitures de base. On y trouve un supermarché de la chaîne sud-africaine Shoprite. Il existe un projet de fondation d'un campus de l'université de Zambie.
En 2015, la ville était encore en développement, ses infrastructures étant en retard par rapport à l'augmentation de la population. À l'époque, seule la rue principale Independence Road, portait un nom. De nombreuses autres rues n'avaient pas de nom et n'étaient pas goudronnées.
La majeure partie de la population vit dans des quartiers insalubres en dehors de la ville même sans eau potable ni électricité (le taux de raccordement est d'environ 40 %).

## Tourisme
A 5 km du centre se trouve le"Kifubwa Rock Stream Shelter" sur les bords de la rivière Kifubwa.. On y trouve les traces d'un site archéologique datant de l'âge de la pierre, avec des inscriptions rupestres.
Sur le chemin de la mine se trouve un parcours de golf de 18 trous.

## Transports
Solwezi n'est pas reliée au réseau ferroviaire de Zambie. Il existe des plans de raccordement vers la ville de Chingola, notamment pour faciliter l'envoi du minerai. Les travaux sont estimés à 250 millions de dollars.
La route vers Chingola est asphaltée mais en mauvais état. Il existe une piste pour joindre la République démocratique du Congo au nord et une vers l'Angola à l'ouest. Ces routes sont à éviter pendant la saison des pluies, et sans véhicule à 4 roues motrices.
Du fait de l'existence des mines, Solwezi possède un aéroport avec une piste d'une longueur de 1 341 m. Il n'existe pas de vols réguliers mais des vols régionaux opérés par la compagnie zambienne Proflight Commuter Services (en).

## Religion
Solwezi est le siège d'un évêché catholique.